# Grzegorz Pająk
Grzegorz Pająk (ur. 1 stycznia 1987 w Stalowej Woli) – polski siatkarz, grający na pozycji rozgrywającego. 
2 kwietnia 2015 roku po raz pierwszy powołany do reprezentacji Polski przez trenera Stephane'a Antigę. W 2009 roku został powołany do kadry B, w której jednak nie mógł udowodnić swoich umiejętności, ponieważ jeszcze podczas meczu z pierwszoligowym klubem BBTS z Bielska – Białej doznał poważnej kontuzji kolana. Grzegorz Pająk próbował też swoich sił w siatkówce plażowej wraz z Grzegorzem Fijałkiem, co zaowocowało mistrzostwem Polski kadetów w 2004 roku w Gubinie, gra w reprezentacji Polski na mistrzostwach Europy w siatkówce plażowej, gdzie zdobył brązowy medal, a na mistrzostwach świata miejsce dziewiąte.

## Sukcesy klubowe
Mistrzostwo I ligi:
- 2021, 2024[7]
- 2009

Puchar Polski:
- 2010, 2017

Mistrzostwo Polski:
- 2016, 2017
- 2010

## Sukcesy reprezentacyjne
Liga Europejska:
- 2015